# Mammilla
Mammilla is een geslacht van weekdieren uit de klasse van de Gastropoda (slakken).

## Soorten
- Mammilla caprae (Philippi, 1852)
- Mammilla fibrosa (Gray, 1850)
- Mammilla kurodai (Iw. Taki, 1944)
- Mammilla mammata (Röding, 1798)
- Mammilla maura (Lamarck, 1816)
- Mammilla melanostoma (Gmelin, 1791)
- Mammilla melanostomoides (Quoy & Gaimard, 1832)
- Mammilla mikawaensis Azuma, 1961
- Mammilla priamus (Récluz, 1844)
- Mammilla sebae (Récluz, 1844)
- Mammilla simiae (Deshayes, 1838)
- Mammilla syrphetodes Kilburn, 1976